# Thiviers
Thiviers település Franciaországban, Dordogne megyében. Lakosainak száma 2889 fő (2022. január 1.). Thiviers Saint-Jory-de-Chalais, Saint-Paul-la-Roche, Nantheuil, Corgnac-sur-l’Isle, Eyzerac, Vaunac, Saint-Jean-de-Côle és Saint-Romain-et-Saint-Clément községekkel határos.

## Népesség
A település népessége az elmúlt években az alábbi módon változott:
| Lakosok száma | 3838 | 3915 | 3590 | 3163 | 3031 | 2893 | 2877 | 2871 | 2870 | 2889 |
|               | 1968 | 1982 | 1990 | 2006 | 2013 | 2015 | 2017 | 2019 | 2020 | 2022 |